# Arte livre
A denominação arte livre (em francês art libre, em inglês free art, gifted art, libre art) reúne toda arte distribuída a um público o mais amplo possível, sem custo direto, e inclui, entre outras formas, escultura, pintura, grafite, arte digital,  espetáculos de rua,  história em quadrinhos e todas as modalidades de arte distribuída pela Internet

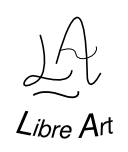
Libre art logo

Baseia-se na crença de que a arte deve ser acessível à fruição de todas as pessoas, ricas ou pobres, de qualquer nível de educação.

## Histórias em quadrinhos
A noção de histórias em quadrinhos livres deriva do nascimento do software livre, em
1984. Alguns anos depois, os responsáveis pela linguagem de programação Perl, criada em 1987 inauguram a licença artística.
Em 1998, Mirko Vidovic trocou alguns e-mails com Richard Stallman sobre uma licença que permitisse proteger criações artísticas sem ligar o criador a uma empresa qualquer. Em 2000, ambos chegaram à possibilidade de usar a licença GNU GPL. Aplicando  imediatamente o conceito, Mirko Vidovic abre dois sites, GNUArt.org e GNUArt.net, ao público. GNUArt.net, a galeria, é um espaço de estocagem oferecido aos criadores incapazes de exibir suas criações.
No início do século XXI, o professor universitário Lawrence Lessig fundiu a organização Creative Commons que elaborou diferentes licenças de utilização e de distribuição de obras.
Ao mesmo tempo, na Europa, Isabelle Vodjdani, Antoine Moreau, Mélanie Clément-Fontaine, David Geraud e outras pessoas ligadas ao meio artístico e da área informática dão origem à licença Art Libre, que aplica o princípio do Copyleft, inicialmente restrito ao software livre, à criação artística. É o ponto de partida da história em quadrinhos livre.
Na América do Norte, Richard Stallman escreveu roteiros de histórias em quadrinhos desde   2002. Na França a Association pour la Promotion de la Bande Dessinée Libre é fundada em 2004, com o lançamento do herói Gonzolero (por Hubert Lombard) seguido de Supergland, o primeiro super-herói copyleft do mondo (por Tanguy Desailly). A licença Art Libre  é escolhida e completada em 2006 pela Creative Commons cc-by-sa, com a qual é compatível.

## História
Arte Livre tem uma longa história nas artes. Muitos artistas ficaram conhecidos por dar arte de graça entre eles, num esforço de passar para frente idéias, etc. Picasso e muitos de seus contemporâneos eram adeptos desta ideia.
Duchamp foi um dos primeiros artistas dos dias atuais a dar um presente ao público com a obra Fonte, para uma exposição de arte em 1917. Ele deu a peça sob o nome de "R. Mutt," presumidamente para esconder sua identidade como artista. Ele na verdade teve de pagar $7 para ter sua peça exibida no show, e nunca intencionou fazer dinheiro com isso. Ele deu a peça para que todos pudessem ver e para impulsionar o Dadaismo.
Nos anos 1950, Ray Johnson começou a fazer Arte por correspondência. Ele espalhou a ideia para vários outros artistas e ela ainda ocorre até hoje. Em 2002, um mural de 6 x 53 pés feito por Roy Lichtenstein foi instalado na Estação de metrô da Times Square em Nova York. Foi presenteada pelo artista para todos os cidadãos de Nova York.
Nos anos recentes, a arte livre foi primariamente abraçada pelo grafitti e por artistas urbanos. Muitos artistas de graffiti consideram o trabalho deles arte para o público. Banksy escreve em seus livros que ele acredita que a arte é mais importante e mais aproveitável quando esta a rua, aonde as pessoas podem ver em seus dia-a-dias ao invés de ficar pendurada num museu.
Na França, a associação para a promoção da banda Dessinée Libre voltou a funcionar em outubro de 2004, com a aparição dos héros En Suisse, uma equipe de webmasters e graffiteiros, Diogene.ch, lançando um movimento de Arte Livre Alternativa. Criado em 1999, o site propõe a arte livre depois de 2000 (sob a marca "sem copyright") De fato, a Arte livre existe desde os anos 1980, através da distribuição de fanzines gratuitos. O site site diogene.ch começou unindo vários fanzines, e desenvolvendo um conteúdo sério da arte livre contemporânea desde a aparição da licença "Creative Commons" traduzida em francês (desde outubro de 2004). Algumas centenas de paginas de arte livre podem ser encontradas e mantidas gratuitamente pelo site.
Para nota, há a existência de um personagem totalmente Open Source na internet, a Jenny Everywhere.

## Artistas "livres" notáveis
- Bassam Kurdali - Elephants Dream
- Arturo Di Modica
- Adam Neate
- Swoon
- Banksy
- Mat Benote
- Shepard Fairey
- Chris Pape

## Cinema
Em 2005, uma equipe de aficionados decide criar um  filme de animação em 3D com o software livre Blender.  Elephants Dream é um curta metragem realizado no âmbito do projeto Orange (Orange Movie Project). O filme e o conjunto de arquivos fonte e materiais que serviram à sua realização estão disponíveis sob a licença sont disponibles Creative Commons.

## Literatura
InLibroVeritas é um site de edição onde os autores podem escrever suas obras literárias  e os leitores podem ler on-line, livre e gratuitamente, o conjunto das obras.

## Leitura complementar
- The Gift by Lewis Hyde, Vintage, 1983
- Wall and Peace by Banksy, Century, 2005